# Смилен Мляков
Смилен Мляков е български волейболист. Роден на 17 юли 1981 г., той е висок 200 см и тежи 98 kg. Играе на поста диагонал.
Играл в ЦСКА Роял Кейк, Итас Диатек (Трентино, Италия).
От есента на 2008 до 2010 се състезава за Домекс Титан (Ченстохова, Полша). От 2010 е в иранския Абу Мюслем. През 2013 играе за Левски Бол.
Женен, с две дъщери.